# Glockenstuhl

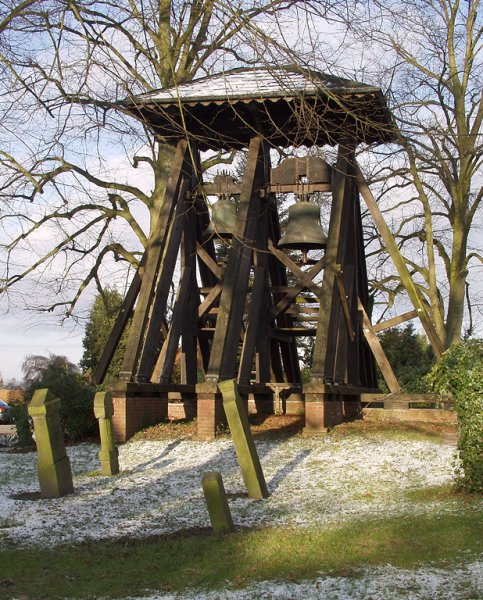
Freistehender Glockenstuhl aus dem Jahr 1819 in Seester, Kreis Pinneberg, Schleswig-Holstein

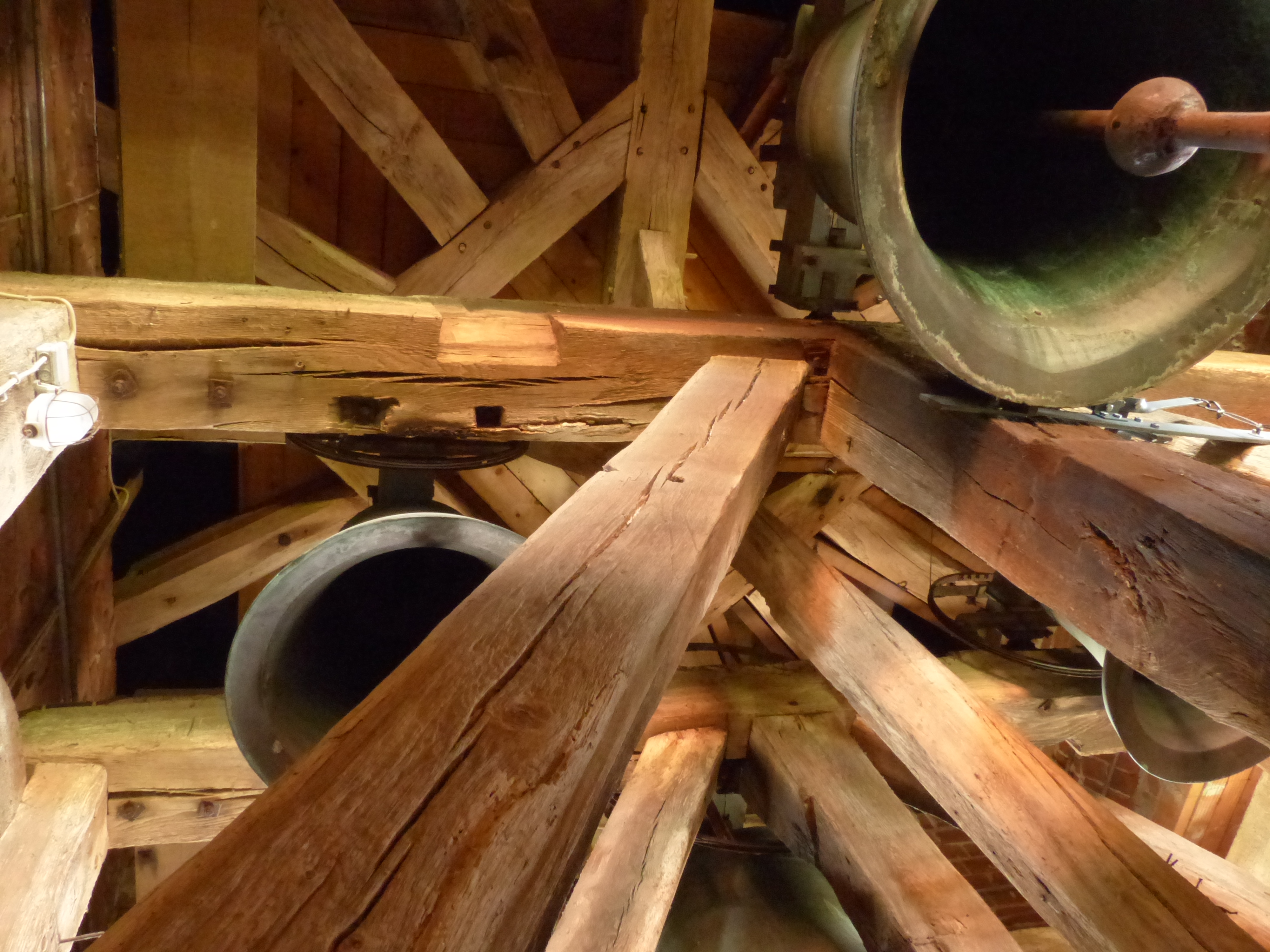
Glockenstuhl im Turm der Andreaskirche in Riede, Lkr. Verden

Ein Glockenstuhl ist ein traditionell in aufwendiger Zimmermannsarbeit gefertigtes Tragwerk für eine oder mehrere freischwingende Glocken. Es kann freistehend oder in einem Glockenturm untergebracht sein. Die Balken sind vorwiegend aus Hartholz (z. B. Eiche), seltener aus Nadelholz. Seit der Mitte des 19. Jahrhunderts werden Glockenstühle auch aus Stahlprofilträgern gefertigt, besonders für große Geläute. In jedem Fall zu beachten ist die erforderliche Stabilität und der nötige Freiraum für die Schwingbewegung der Glocke.

## Konstruktion
Die Glocke hängt im Glockenstuhl auf zwei Stützen mit Halblagern. Sie ist dort an ihrer Krone mit Eisenbändern an einem hölzernen oder stählernen Tragbalken, dem Glockenjoch, befestigt. Das Joch liegt an seinen Enden mit Stahlzapfen in den Stützlagern. Der Glockenstuhl nimmt die beim Schwingen der Glocken auftretenden Kräfte auf und leitet sie an das umgebende Gebäude weiter.
Obwohl die Balken eines hölzernen Glockenstuhls untereinander verzapft sind, werden zusätzlich Winkel und Spannstangen verwendet, die gegen Rost im besten Fall aus V2A-Stahl gefertigt, zumindest aber feuerverzinkt sind.
Der Schall geht bei gemauerten Glockentürmen durch Schallöffnungen nach außen ab.

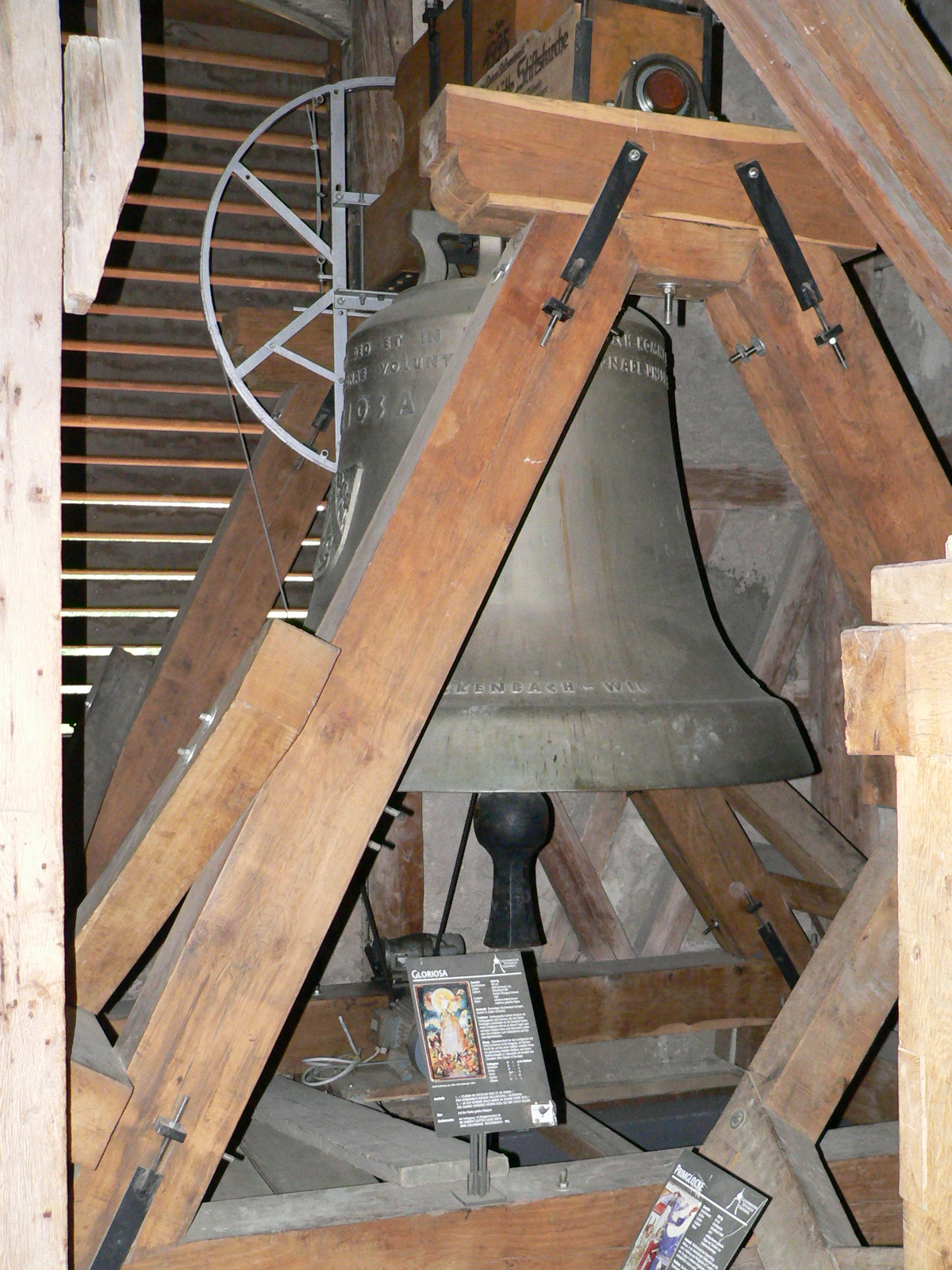
Holzglockenstuhl im Glockenmuseum Herrenberg
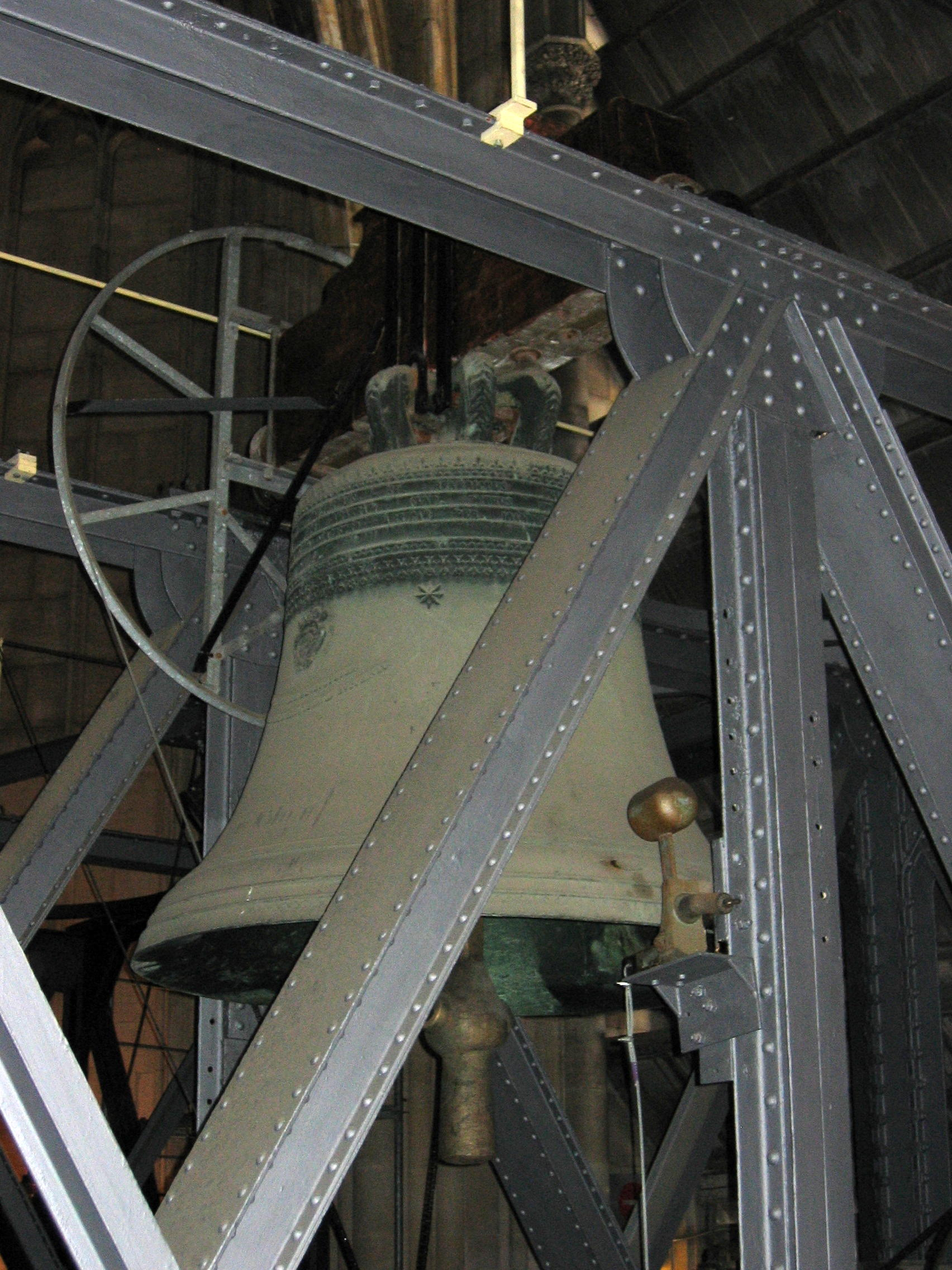
Stahlglockenstuhl im Kölner Dom
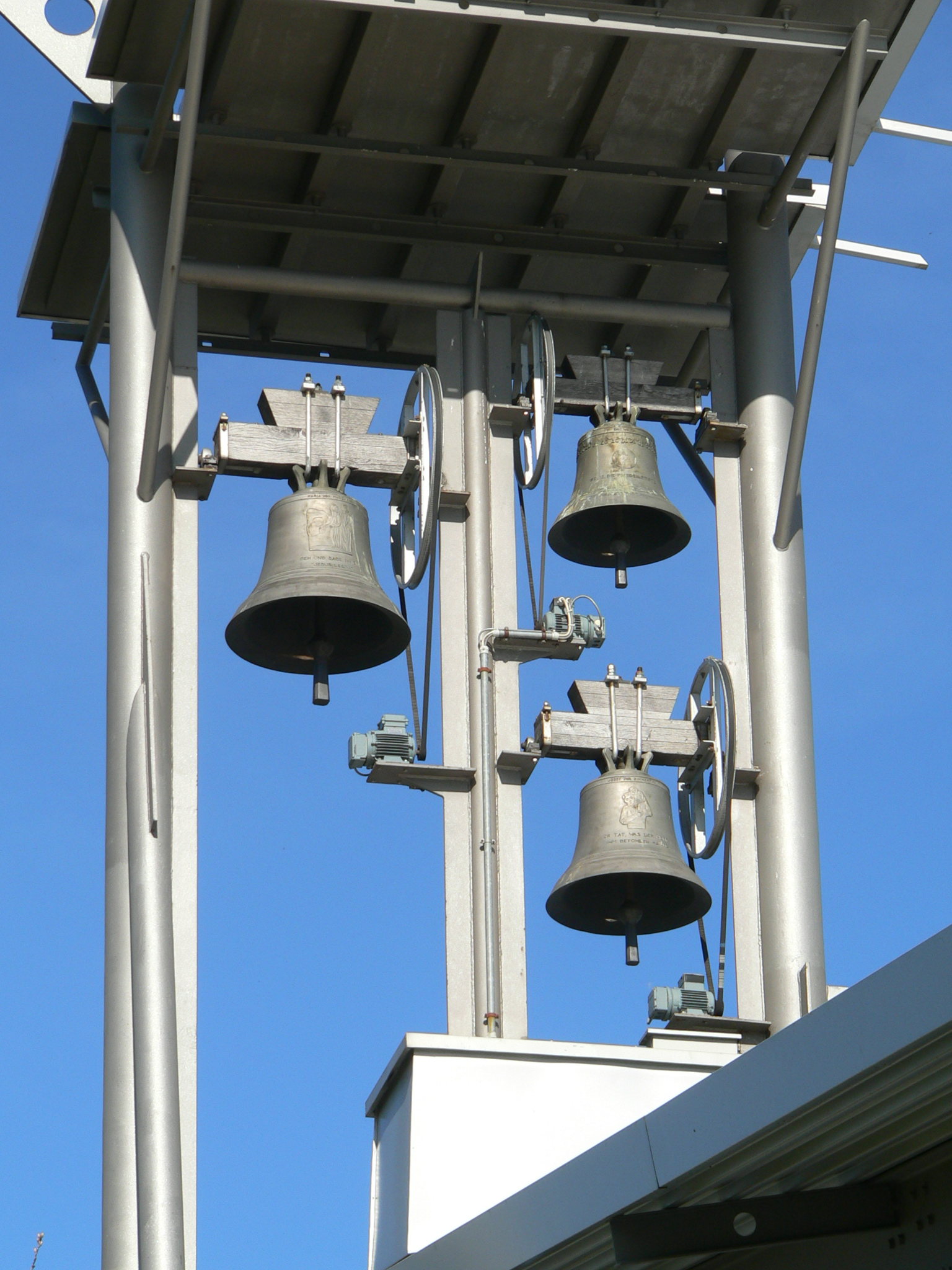
Freistehender Glockenstuhl der Auferstehungskirche in Nebringen, Württemberg

## Kröpfung
Die Belastung des Stuhls und des Gebäudes (Glockenturm) lässt sich durch Kröpfen des Jochs verringern. Hierbei schwingt die Glocke nicht um ihre Krone, sondern um eine tiefer gelegte Achse näher an ihrem Schwerpunkt. Dies verringert jedoch die Klangdynamik des Geläuts, sodass man beim Läuten gekröpft aufgehängter Glocken oft schwere Klangeinbußen hinnehmen muss. Weiterhin sind die Glocken erhöhter Belastung im Bereich von Krone und Haube ausgesetzt. Beispielsweise entging die Georgsglocke der Basilika Vierzehnheiligen nur knapp einem Absturz, nachdem sie zur Verminderung der Schwingungsanregung des Turms von einem geraden Joch an ein gekröpftes umgehängt wurde und zwei Kronenhenkel daraufhin brachen.

## Einbau
Aufgrund der ungleichförmigen Hin-und-her-Bewegung der schweren Glocken und der damit verbundenen horizontal wirkenden Kräfte wird ein Kirchturm zu Biegeschwingungen angeregt. Im Resonanzfall können diese Schwingungen am Turm und am Gewölbe des Kirchenschiffs im Laufe der Zeit schwere Schäden hervorrufen, auch zu starken Rissen im Mauerwerk und sogar zur Loslösung des Turmes vom Kirchenschiff führen. Deshalb ist beim Einbau des Glockenstuhls in einen Glockenturm darauf zu achten, dass der Stuhl die Turmaußenwände nicht berührt oder gar an ihnen befestigt ist und im Idealfall auf einem eigenen Fundament steht. Ist das nicht möglich, sind bei größeren Geläuten Bewegungen des Kirchturms aus der Vertikalen von 10 bis 20 Millimeter (allerdings nicht bei Kirchtürmen aus Mauerwerk) keine Seltenheit.

## Gegenpendel
Durch den zusätzlichen Einbau einer Gegenpendelanlage in den Glockenstuhl lassen sich diese Bewegungen auf messbare 0,2 bis 0,5 Millimeter reduzieren, unabhängig vom Alter des Turms. Hierbei werden zu einer bestehenden Glocke Stahlplatten mit genau dem Glockengewicht beweglich montiert. Glocke und Gegengewichte sind mit Riemen oder Stahlseilen über große Antriebsräder miteinander verbunden. Schwingt die Glocke nach links, bewegt sich das Gegenpendel im selben Ausmaß nach rechts. Damit minimiert man die horizontalen Schwingungen des Glockenstuhls beim Läuten und ihre Übertragung auf das Mauerwerk.
Allerdings ist dabei zu beachten, dass die vertikalen Kräfte verdoppelt werden, was insbesondere bei Holztürmen langfristig zu statischen Beeinträchtigungen führen kann.
Ausgesprochen wichtig für eine dauerhafte Bestandssicherung ist die Lage der Gegenpendel. Sollen sie den Glockenstuhl frei von Zwangsbeanspruchungen lassen, müssen sie in der gleichen horizontalen Ebene wie die Glocken angebracht sein.
Werden sie ober- oder unterhalb der Läutebene montiert, wie es aus Platzgründen häufig der Fall ist, werden in den Glockenstuhl erhebliche Zusatzkräfte eingeleitet, die auf ihre langfristige Unbedenklichkeit gegenüber der Konstruktion zu überprüfen sind.

## Tiroler Glockenstuhl

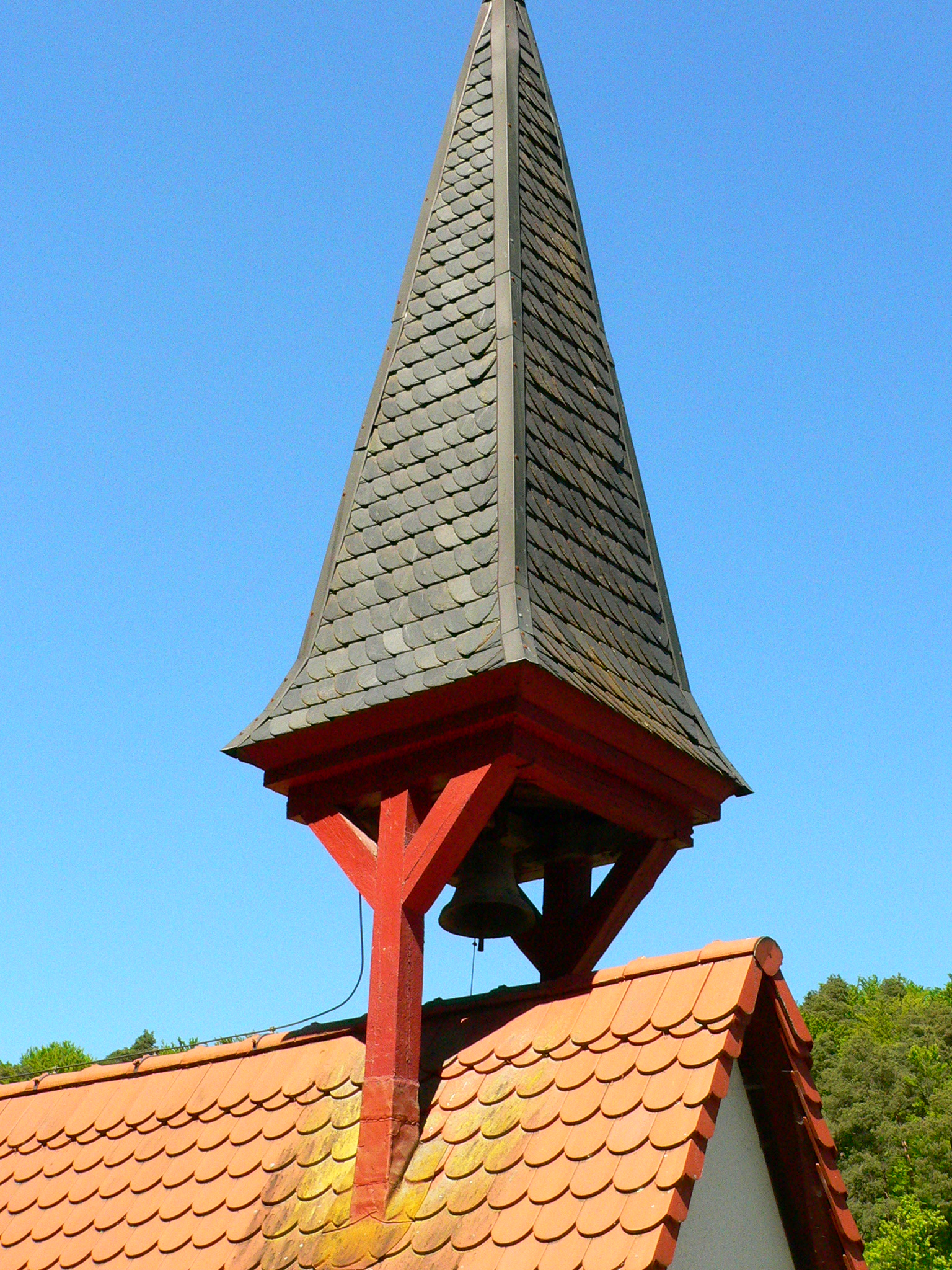
Tiroler Glockenstuhl

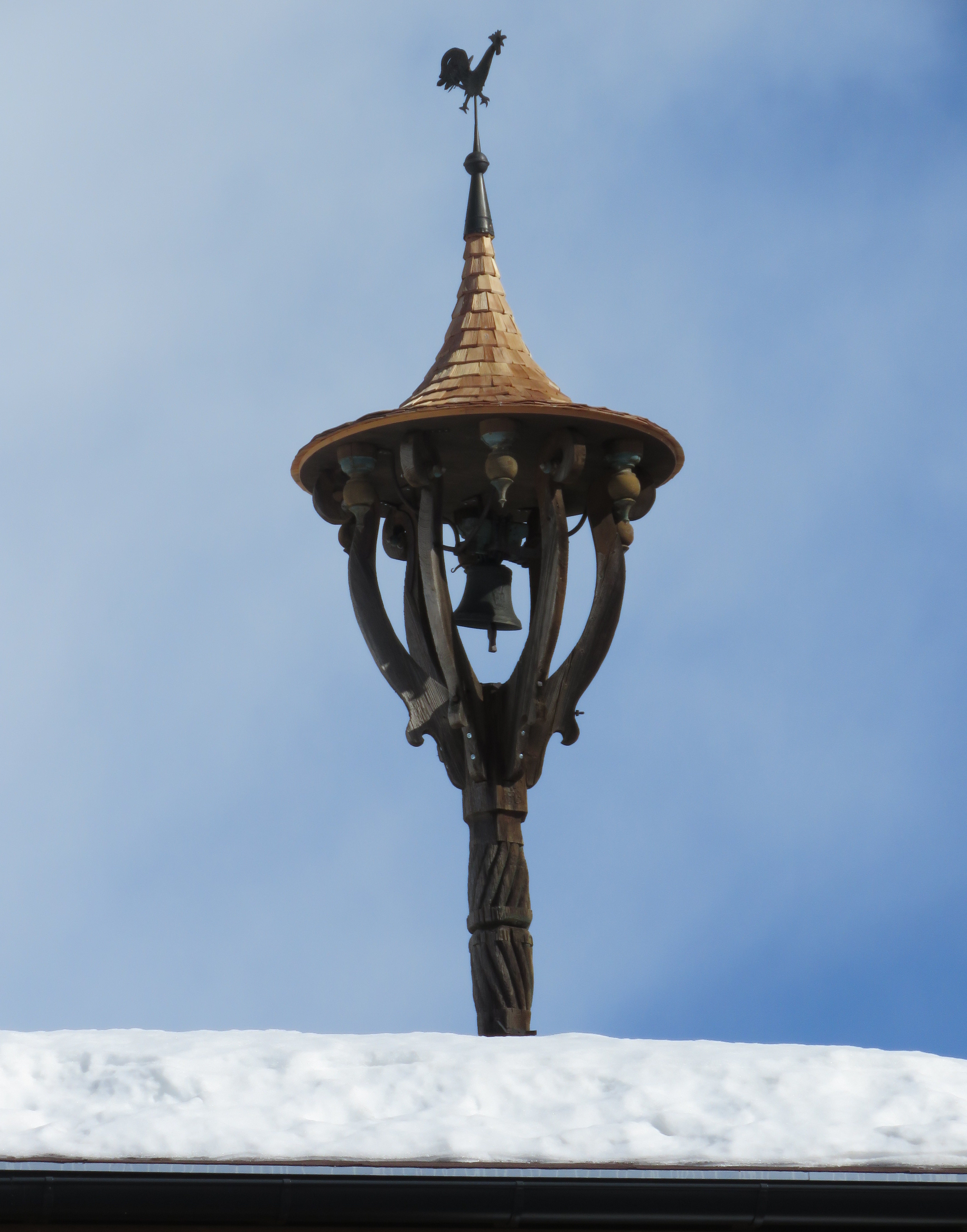
Tiroler Glockenstuhl in Ellmau

Im österreichischen Brixental mit seinen Seitentälern, im Leukental, Alpbachtal und Zillertal, aber auch im benachbarten Pinzgau findet sich der so genannte Tiroler Glockenstuhl auf vielen Hausdächern. Hatten die hierin aufgehängten Glocken mit ihren von Hof zu Hof unterschiedlichen Tonhöhen früher in der Landwirtschaft die Funktion, Bauersleute, Knechte und Mägde auf den Feldern und im Wald zum Essen zu rufen, dienen die kleinen, mit einem runden oder quadratischen Spitzdach versehenen Glockenstühle heute meist nur als Verzierung von Bauernhöfen, Landhäusern oder Gartenhäuschen und prägen das Tiroler Landschaftsbild.